# Семейный заговор
«Семейный заговор» (англ. Family Plot) — криминальная комедия режиссёра Альфреда Хичкока, вышедшая в 1976 году; последняя его работа. Экранизация романа Виктора Каннинга «Секреты Рейнбердов».

## Сюжет
В фильме две параллельные сюжетные линии. В одной сюжетной линии Бланш Тайлер (Барбара Харрис), шарлатанка, которая представляется медиумом, и её друг таксист Джордж Ламли (Брюс Дерн) по заданию мисс Рэйнберд (Кэтлин Несбитт) ищут её потерянного племянника. В другой сюжетной линии ювелир Артур Эдамсон (Уильям Дивейн) и его подруга Фрэн (Карен Блэк) похищают людей с целью выкупа. Затем сюжетные линии пересекаются.
Камео Альфреда Хичкока — силуэт Хичкока видно через стеклянную дверь, на которой написано «Регистрация рождений и смертей».

## В ролях
- Карен Блэк — Фрэн
- Брюс Дерн — Джордж Ламли
- Барбара Харрис — Бланш Тайлер
- Уильям Дивейн — Артур Эдамсон
- Эд Лоутер — Джозеф Малоуни
- Кэтлин Несбитт — мисс Рэйнберд
- Кэтрин Хелмонд — миссис Малоуни
- Уоррен Дж. Кеммерлинг — Грэндисон
- Эдит Этуотер — миссис Клэй
- Уильям Принс — епископ Вуд

## Награды и номинации
- 1976 — попадание в десятку лучших фильмов по версии Национального совета кинокритиков США.
- 1977 — премия Эдгара Аллана По за лучший художественный фильм (Эрнест Леман).
- 1977 — номинация на премию «Золотой глобус» за лучшую женскую роль в комедии или мюзикле (Барбара Харрис).
- 1977 — номинация на премию Гильдии сценаристов США за лучшую адаптированную комедию (Эрнест Леман).